# اقتصاد غينيا
غينيا دولة غنية بالمعادن، وتمتلك ما يقدر بربع احتياطيات العالم المؤكدة من البوكسيت، أكثر من 1.8 مليار طن (2.0 مليار طن أمريكي) خام الحديد من الدرجة العالية، ودائع كبيرة من الألماس والذهب، وكميات غير محددة من اليورانيوم.
احتلت غينيا المركز 128 من 132 في مؤشر الابتكار العالمي عام 2023.

## التاريخ الاقتصادي

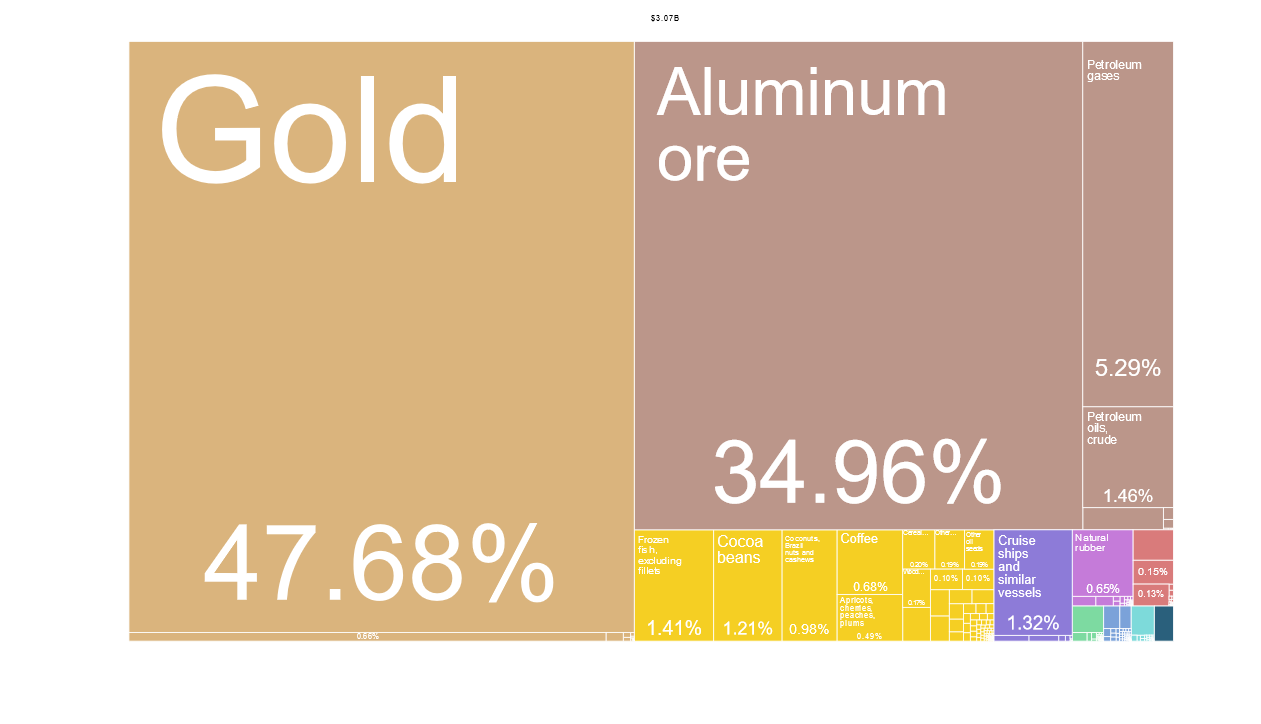
صادرات غينيا

كانت غينيا جزءًا المنظمة الفرنكوفونية التي تضم معظم المستعمرات الفرنسية السابقة. وبعد الاستقلال، لم تصبح هذه الدول حرة اقتصاديًا تمامًا. حيث قررت فرنسا عدم الاستقلال النقدي، وبالتالي لا يمكنها استخدام عملة قابلة للتحويل بحرية.وحتى عام 1980، كان معدل التضخم في بلدان منطقة الفرنك أقل والنمو الاقتصادي أعلى مقارنة مع نظرائهم الناطقين بالإنجليزية، الذين يمكنهم استخدام عملاتهم الخاصة.
منذ عام 1985، اعتمدت الحكومة الغينية سياسات لإعادة النشاط التجاري إلى القطاع الخاص، وتشجيع الاستثمار، وتقليص دور الدولة في الاقتصاد، وتحسين الإطار الإداري والقضائي. وألغت الحكومة القيود المفروضة على المشاريع الزراعية والتجارة الخارجية، وقامت بتصفية العديد من المؤسسات شبه الحكومية، وزادت الإنفاق على التعليم.
ويشارك صندوق النقد الدولي والبنك الدولي بشكل كبير في تنمية اقتصاد غينيا، وكذلك العديد من الدول المانحة الثنائية، بما في ذلك الولايات المتحدة. وحققت الإصلاحات الاقتصادية في غينيا نجاحًا ملحوظًا مؤخرًا، حيث زادة معدل نمو الاقتصاد إلى 5٪ وخفضت معدل التضخم بحوالي 99٪، فضلاً عن زيادة الإيرادات الحكومية مع تقييد النفقات الرسمية.  وانكمش نصيب الفرد من الناتج المحلي الإجمالي الحالي في غينيا بنسبة 16٪ في التسعينيات.
وعدلت الحكومة قانون الاستثمار الخاص في عام 1998 لتحفيز النشاط الاقتصادي بروح المشروع الحر. لا يميز القانون بين الأجانب والمواطنين وينص على إعادة الأرباح إلى الوطن. تتمتع الاستثمارات الأجنبية خارج كوناكري بشروط مواتية بشكل خاص. وتم تشكيل لجنة استثمار وطنية لمراجعة جميع مقترحات الاستثمار.

## القطاعات الاقتصادية

### التعدين

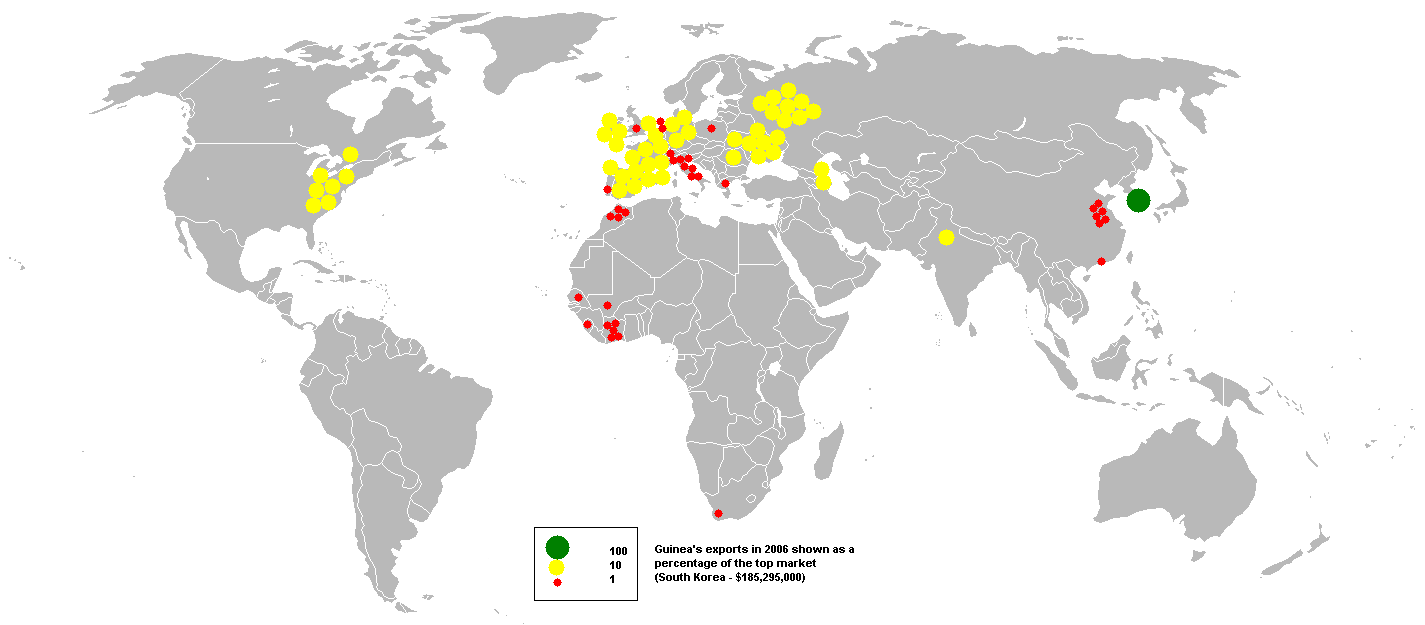
وجهات تصدير غينيا في عام 2006.

يوفر تعدين البوكسيت وإنتاج الألومينا حوالي 80٪ من العملات الأجنبية لغينيا. وتنشط العديد من الشركات الأمريكية في هذا القطاع. يتم أيضًا استخراج الماس والذهب وتصديره على نطاق واسع، مما يوفر عملات أجنبية إضافية. وتم توقيع اتفاقيات الامتياز للاستغلال المستقبلي لرواسب خام الحديد الواسعة في غينيا.
غينيا غنية بالمعادن، حيث تمتلك ما يقدر بثلث الاحتياطيات العالمية المؤكدة من البوكسيت، وأكثر من 1.8 مليار طن متري (2.0 مليار طن قصير) من خام الحديد عالي الجودة، ورواسب كبيرة من الماس والذهب، و كميات غير محددة من اليورانيوم.

### الزراعة
تمتلك غينيا أيضًا إمكانات كبيرة في قطاعي الزراعة وصيد الأسماك. حيث توفر الأرض والمياه والظروف المناخية فرصًا للزراعة والصناعات الزراعية. وتوجد إمكانيات للاستثمار والأنشطة التجارية في جميع هذه المجالات، ولكن البنية التحتية الغينية الضعيفة التطور. المحاصيل الرئيسية في غينيا هي الأرز، البفرة، قصب السكر، الفول السوداني، النخيل، القهوة.

### الطاقة
هناك ثلاثة مصادر للطاقة في غينيا هي الكتلة الحيوية والنفط والطاقة الكهرومائية. وتشكل الطاقة الحيوية 78٪ من مصادر إنتاج الطاقة ويتم إنتاجها محليًا، بينما تستورد غينيا جميع المنتجات البترولية. وبلغ الاستهلاك الوطني المقدّر لعام 2016 556.1 مليون كيلوواط ساعة.

## الإحصائيات الإقتصادية
يوضح الجدول التالي أهم المؤشرات الاقتصادية للأعوام 1990-2017.
| العام                                                                | 1990  | 1995 | 2000  | 2005  | 2006  | 2007  | 2008  | 2009  | 2010  | 2011  | 2012  | 2013  | 2014  | 2015  | 2016  | 2017  |
| -------------------------------------------------------------------- | ----- | ---- | ----- | ----- | ----- | ----- | ----- | ----- | ----- | ----- | ----- | ----- | ----- | ----- | ----- | ----- |
| الناتج المحلي الإجمالي بالدولار (تعادل القوة الشرائية)               | 5.51  | 7.53 | 9.92  | 12.96 | 13.70 | 14.98 | 15.90 | 15.78 | 16.64 | 17.94 | 19.35 | 20.44 | 21.57 | 22.57 | 24.37 | 26.47 |
| نصيب الفرد من الناتج المحلي الإجمالي بالدولار (تعادل القوة الشرائية) | 916   | 961  | 1,134 | 1,354 | 1,398 | 1,490 | 1,542 | 1,489 | 1,530 | 1,607 | 1,690 | 1,740 | 1,791 | 1,828 | 1,926 | 2,041 |
| نمو الناتج المحلي الإجمالي                                           | 3.7%  | 5.1% | 4.0%  | 4.5%  | 4.2%  | 6.3%  | 7.0%  | −0.6% | 6.9%  | 6.0%  | 7.3%  | 8.4%  | 8.8%  | 8.8%  | 8.2%  | 9.7%  |
| التضخم (بالنسبة المئوية)                                             | 25.7% | 5.6% | 6.8%  | 31.4% | 34.7% | 22.9% | 18.4% | 4.7%  | 15.5% | 21.4% | 15.2% | 11.9% | 9.7%  | 8.2%  | 8.2%  | 8.9%  |
| الدين الحكومي (نسبة مئوية من الناتج المحلي الإجمالي)                 | 72%   | 67%  | 91%   | 98%   | 95%   | 61%   | 58%   | 61%   | 69%   | 58%   | 27%   | 34%   | 35%   | 42%   | 43%   | 40%   |

## مزيد من القراءة
- LaVarre, Jr.، William J. (أغسطس 1922). "Discovering Diamonds In British Guiana". The World's Work: A History of Our Time  [لغات أخرى]‏. ج. XLIV: 425–433. مؤرشف من الأصل في 2020-01-25. اطلع عليه بتاريخ 2009-08-04.{{استشهاد بدورية محكمة}}:  صيانة الاستشهاد: علامات ترقيم زائدة (link)